# Lotononis mirabilis
Lotononis mirabilis là một loài rau đậu thuộc họ Fabaceae.
Loài này chỉ có ở Namibia.
Môi trường sống tự nhiên của chúng là vùng nhiều đá.